# Klumpbäckflyn
Klumpbäckflyn är en sjö i Strömsunds kommun i Jämtland och ingår i Indalsälvens huvudavrinningsområde.